# Anastasios Papapetrou
Anastasios Papapetrou (griechisch Αναστάσιος Παπαπέτρου; * 13. Januar 1985) ist ein griechischer Fußballschiedsrichter.
Papapetrou leitet seit der Saison 2011/12 Spiele in der griechischen Super League, bisher hatte er über 110 Einsätze.
Seit 2016 steht er auf der Liste der FIFA-Schiedsrichter und pfeift internationale Fußballspiele.
In der Saison 2018/19 leitete Papapetrou erstmals ein Spiel in der Europa League und in der Saison 2021/22 erstmals ein Spiel in der Qualifikation zur Champions League, des Weiteren hatte er ab derselben Saison seine ersten Einsätze in der Europa Conference League. Zudem pfiff er bereits Partien in der Nations League, in der Youth League, in der Qualifikation zur Europameisterschaft 2020, der Weltmeisterschaft 2022 und der Europameisterschaft 2024 sowie Freundschaftsspiele.
Außerdem leitete Papapetrou vier Spiele bei der U-17-Europameisterschaft 2017 in Kroatien und zwei Spiele bei der U-19-Europameisterschaft 2019 in Armenien.
Seit der Saison 2023/24 zählt er zur Gruppe der UEFA-First-Category-Schiedsrichter.